# Davis-Cup-Mannschaft von Hongkong
Die Davis-Cup-Mannschaft von Hongkong repräsentiert die Sonderverwaltungszone Hongkong der Volksrepublik China im Tennis.

## Geschichte
1970 nahm Hongkong erstmals am Davis Cup teil. Im Jahr 1989, sowie zwischen 1993 und 1995 spielte die Mannschaft in der Asien/Ozeanien-Gruppenzone I, was ihr bestes Ergebnis darstellt. Erfolgreichster Spieler ist Mark Bailey, der insgesamt 29 Spiele gewinnen konnte, davon 17 im Einzel und 12 im Doppel. Rekordspieler ist Yu Hiu-Tung mit aktuell 24 Teilnahmen.